# White Oak (Ohio)
White Oak é uma Região censo-designada localizada no estado norte-americano de Ohio, no Condado de Hamilton.

## Demografia
Segundo o censo norte-americano de 2000, a sua população era de 13.277 habitantes.

## Geografia
De acordo com o United States Census Bureau tem uma área de
10,6 km², dos quais 10,6 km² cobertos por terra e 0,0 km² cobertos por água.

## Localidades na vizinhança
O diagrama seguinte representa as localidades num raio de 4 km ao redor de White Oak.